# بخش دکتر مانوئل بلگرانو
بخش دکتر مانوئل بلگرانو (به اسپانیایی: Departamento Doctor Manuel Belgrano) یک منطقهٔ مسکونی در آرژانتین است که در استان خوخوی واقع شده‌است.